# Zhao (Familienname)

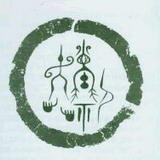

Zhao (dʒaʊ) ist die offizielle Pinyin-Umschrift des chinesischen Familiennamens (chinesisch 趙, Pinyin Zhào, W.-G. Chao). Je nach Region und Umschrift wird er mit Chao (Wade-Giles) und Chiu, Ziu in Kantonesisch wiedergegeben. Im chinesischen Klassiker der Song-Dynastie, dem "Hundert Familiennamen" steht Zhao an 1. Stelle. Damals war es der Familienname des Herrscherhauses der Song-Dynastie (960–1279). 2008 war es der siebthäufigste Name in China und er ist auch in den Nachbarländern verbreitet.
Manchmal wird dieselbe Umschrift für den weniger häufigen Namen Zhào (兆) verwendet.

## Namensvarianten
Neben der heute offiziellen Form "Zhào" gibt es eine ganze Reihe von weiteren Umschriftmöglichkeiten, Chao (Mandarin), Chiu, Ziu6 (Kantonesisch), Teo (Hokkien, Teochew), 조, Jo, Cho Koreanisch, Triệu (vietnamesisch) ḌjäuC (Mittelchinesisch).

## Geschichte
Zhao ist einer der ältesten chinesischen Familiennamen. Seine Ursprünge sind teilweise in Legenden gehüllt. Während der Herrschaft des Königs Mu (976/956 BC – 922/918 BC) erwies sich der Offizier Zaofu (chinesisch 造父) besonders geschickt darin, Pferde zu trainieren und Streitwagen zu fahren. Damit gewann er den Respekt des Königs. Während einer Schlacht mit dem Staat Xu (徐國 Xú Guó), der sich der Herrschaft der Zhou nicht unterwerfen wollte, führte Zaofu einen Streitwagen mitten in die Schlacht und eskortierte den König zurück zur Zhou-Hauptstadt. Aus Dankbarkeit verlieh König Mu dem Zaofu den Titel "Herr von Zhao", einer Stadt, die im Gebiet des heutigen Kreis Hongdong, Shanxi, liegt, als erblichen Titel. Zaofus Nachkommen nahmen Zhao als Familienname an, um ihre Vorrechte hervorzuheben. Sima Qian schreibt im Shiji, das Zaofu ein Nachkomme der legendären Könige Zhuanxu, Shaohao und Huangdi gewesen sei.
Die Stadt Zhao wurde Teil des Staates Jin im Laufe der Zeit der Streitenden Reiche. 403 v. Chr. teilte sich Jin in drei kleinere Staaten, wovon einer der Staat Zhao selbst war. In dieser Zeit kam es auch zu einer Vervielfachung der Clan-Namen. Der Name Ying (嬴) teilte sich in 14 Clan-Namen: Lian (廉), Xu (徐), Jiang (江), Qin (秦), Zhao (趙), Huang (黄), Liang (梁), Ma (馬), Ge (葛), Gu (谷), Mou (繆), Zhong (鍾), Fei (費), und Qu (瞿).
Die Herrscher aus dem Zhao-Clan im Staat Qin und Staat Zhao waren sehr erfolgreich. Zhao war einer der letzten Staaten, die von Qin im Laufe der Reichseinigung erobert wurden.
Wie bei allen chinesischen Familiennamen vermehrte sich die Anzahl der Träger durch Annahme bei Heiraten, durch Verleihung an einfache Menschen, die sich ausgezeichnet hatten, und durch die Namensannahme durch Fremdvölker, welche die Kultur der Han-Chinesen annahmen. Der Name erfuhr auch starken Zulauf, nachdem Zhao Kuangyin 960 n. Chr. der erste Kaiser der Song-Dynastie geworden war. Seine Familie herrschte dreihundert Jahre lang in China. Und es war diese Dynastie, in der das berühmte Werk der Hundert Familiennamen verfasst wurde. Daher ist er auch der erste Name in dieser Liste.
Bis heute gibt es Menschen sowohl in China als auch bei manchen Familien der Hata-Clans (秦氏) in Japan, die ihre Blutlinie auf die Dynastie zurückführen können.

## Beziehungen zumGioro Clan
Nach dem Fall der Nördlichen Song-Dynastie wurden der zurückgetretene Kaiser Huizong (Zhao Ji) und sein Sohn, Kaiser Qinzong (Zhao Huan) durch die Jurchen während des Jingkang-Überfalls gefangen genommen wurde. Sie und der größte Teil ihrer Familie wurden zum Exil in der Mandschurei gezwungen. Huizongs dritter Bruder Zhao Si King Yue (chinesisch 越王赵偲) lebte in Gioro und begründete den "Gioro-Clan", in dem die kaiserliche Familie der Qing, die Aisin-Gioros (chinesisch 愛新覺羅) und die Irgen Gioro Nebenlinien sind.
Der Aufstieg der Qing folgte nach der Schlacht am Shanhai-Pass. Der historische Kontext kann durch ein zeitgenössisches Gedicht zusammengefasst werden:
| 朱家麵﹐李家磨﹐ 做成一個大饃饃﹐ 送給對巷趙大哥。 | Deutsch etwa: Mehl der Familie Zhu, Mühle der Familie Li sie machen ein großes Bun, das wird an den Großen Bruder Zhao gegeben. |

Zhu (朱) bezieht sich auf den Namen der Kaiserfamilie der Ming-Dynastie die die Herrschaft verloren. Li (李) bezieht sich auf Li Zicheng, den ersten Kaiser der Shun-Dynastie, der kurzzeitig China beherrschte. Der Aisin-Gioro-Clan der Qing-Dynastie wird als Großer Bruder Zhao (趙) bezeichnet, was auf den Namen der kaiserlichen Familie anspielt, die in der Nördlichen Song an der Macht waren.

## Entwicklung des Zhao-Clans
|  | |  |  |  |  |  |  |  |  |  |  |  |  |  |  |  |
|  | Zhao-Clan (趙氏) – China, Kaiserhaus der Song-Dynastie |  |  |  |  |  |  |  |  |  |  |  |  |  |  |  |
|  | |  |  |  |  |  |  |  |  |  |  |  |  |  |  |  |
|  | |  |  |  |  |  |  |  |  |  |  |  |  |  |  |  |
|  | Aisin-Gioro-Clan (愛新覺羅) Kaiserhaus der Qing-Dynastie |  |  |  |  |  |  |  |  |  |  |  |  |  |  |  |
|  | |  |  |  |  |  |  |  |  |  |  |  |  |  |  |  |
|  | |  |  |  |  |  |  |  |  |  |  |  |  |  |  |  |
|  | Gioro-Clan (覺羅氏) – Gioro, Mandschurei |  |  |  |  |  |  |  |  |  |  |  |  |  |  |  |
|  | |  |  |  |  |  |  |  |  |  |  |  |  |  |  |  |
|  | |  |  |  |  |  |  |  |  |  |  |  |  |  |  |  |
|  | Irgen Gioro (伊尔根觉罗) |  |  |  |  |  |  |  |  |  |  |  |  |  |  |  |
|  | |  |  |  |  |  |  |  |  |  |  |  |  |  |  |  |
|  | |  |  |  |  |  |  |  |  |  |  |  |  |  |  |  |
|  | Zhao-Clan (趙氏) – Kaiserhaus der Qin-Dynastie |  |  |  |  |  |  |  |  |  |  |  |  |  |  |  |
|  | |  |  |  |  |  |  |  |  |  |  |  |  |  |  |  |
|  | |  |  |  |  |  |  |  |  |  |  |  |  |  |  |  |
|  | 太秦公, 秦長連, 秦野, 秦人, 秦川, 秦上, 秦下, 秦內, 秦井, 秦多, 秦當, 秦佐,秦冠, 秦前, 秦黨, 秦原, 秦部, 秦許, 秦常, 秦勝, 秦人部, 秦川邊, 秦大藏, 秦小宅, 秦井手, 秦中家, 秦田村, 秦長田, 秦物集, 秦泉寺, 秦高橋, 秦達布, 秦佐此佐... |  |  |  |  |  |  |  |  |  |  |  |  |  |  |  |
|  | |  |  |  |  |  |  |  |  |  |  |  |  |  |  |  |
|  | |  |  |  |  |  |  |  |  |  |  |  |  |  |  |  |
|  | Hata-Clan (秦氏) – Japan |  |  |  |  |  |  |  |  |  |  |  |  |  |  |  |
|  | |  |  |  |  |  |  |  |  |  |  |  |  |  |  |  |
|  | |  |  |  |  |  |  |  |  |  |  |  |  |  |  |  |
|  | Ying (赢姓) – Kaiserhaus der Qin-Dynastie |  |  |  |  |  |  |  |  |  |  |  |  |  |  |  |
|  | |  |  |  |  |  |  |  |  |  |  |  |  |  |  |  |
|  | |  |  |  |  |  |  |  |  |  |  |  |  |  |  |  |
|  | Lian (廉), Xu (徐), Jiang (江), Qin (秦), Zhao (趙), Huang (黄), Liang (梁), Ma (馬), Ge (葛), Gu (谷), Mou (繆), Zhong (鍾), Fei (費), Qu (瞿)                                                                                        |  |  |  |  |  |  |  |  |  |  |  |  |  |  |  |
|  | |  |  |  |  |  |  |  |  |  |  |  |  |  |  |  |
|  | |  |  |  |  |  |  |  |  |  |  |  |  |  |  |  |

## Persönlichkeiten

### Historische Personen
- Zhao Zheng (chinesisch 趙正), erster Kaiser von China (Qin Shi Huang, chinesisch 秦始皇)
- Zhao Chengjiao (chinesisch 趙成蟜), sein Halbbruder, Rebelle.
- Zhao Chou, Warlord während der späten Tang-Dynastie
- Zhao Dejun, General während der Fünf Dynastien und Zehn Reiche
- Zhao Gao, Berater der Kaiser der Qin-Dynastie, einer der korruptesten, verschlagensten und gewalttätigsten Eunuchen der chinesischen Geschichte
- Zhao Guangyi, Kanzler des Südlichen Han-Reiches
- Zhao Kuangyin (chinesisch 趙匡胤), Kaiser Taizu der Song (chinesisch 宋太祖)
- Zhao Deyin, Warlord am Ende der Tang-Dynastie
- Zhao Dezhao, zweiter Sohn von Kaiser Taizu
- Zhao Feiyan, Kaiserin der Westlichen Han-Dynastie, Frau von Han Chengdi
- Zhao Hede, Konkubine von Kaiser Cheng, Schwester von Kaiserin Zhao Feiyan
- Zhao Defeng, vierter Sohn von Kaiser Taizu
- Zhao Kuangyi, Bruder von Kaiser Taizu, zweiter Kaiser der Song
- Zhao Heng, dritter Kaiser der Song
- Zhao Zhen, vierter Kaiser der Song
- Zhao Shu, fünfter Kaiser der Song
- Zhao Xu, sechster Kaiser der Song
- Zhao Xu, siebter Kaiser der Song
- Zhao Ji, achter Kaiser der Song, Dichter, Maler, Kalligraph, Musiker
- Zhao Boju, Maler in der Song-Dynastie
- Zhao Yun, General von Shu Han während der Zeit der Drei Reiche
- Zhao Mengfu, Kalligraph, Nachkomme der Song-Familie
- Zhao Yong, Kalligraph, Nachkomme der Song-Familie, Sohn von Zhao Mengfu
- Zhao Yiguang, literarische Figur und Autor in der Ming-Dynastie, Verwandter von Zhao Mengfu

### Neuzeit
- Zhao Zhiqian (chinesisch 趙之謙), Kalligraph in der Qing-Dynastie
- Zhao Yi (chinesisch 趙翼), Dichter, Historiker und Kritiker der Qing
- Zhao Ziyang (chinesisch 趙紫陽, 赵紫阳), Generalsekretär der Kommunistischen Partei Chinas und Ministerpräsident von China
- Elaine L. Chao (chinesisch 趙小蘭), Amerikanische Politikerin, 24. United States Secretary of Labor
- Rosalind Chao (chinesisch 趙家玲), amerikanische Schauspielerin
- Chao Yuen Ren (chinesisch 趙元任), chinesischer Linguist
- Cecil Chao (chinesisch 趙世曾), Unternehmer in Hongkong
- Mark Chao (chinesisch 趙又廷), Taiwanesischer Schauspieler, Sänger und Model
- Bondy Chiu (chinesisch 趙學而), Hongkonger Sängerin und Schauspielerin
- Angie Chiu (chinesisch 趙雅芝), Hongkonger Schauspielerin, 3. Platz der Miss Hong Kong pageant 1973
- Bryan Chiu, kanadischer Footballspieler; Centre bei den Montreal Alouettes in der CFL 1997–2010
- May Chiu, kanadische Politikerin; erste chinesisch-stämmige Québécoise als Kandidatin des Bloc Québécois, Montreal
- Baldwin Chiu (chinesisch 趙保榮), als Only Won, Hip-Hop-Künstler, Schauspieler, Model, Martial Arts instructor
- Vincent Zhao (chinesisch 趙文卓), Kampfkünstler und Schauspieler
- John Cho, koreanisch-amerikanischer Comedian
- Margaret Cho, amerikanische Comedian
- Jack Zhao, chinesischer Bridge-Spieler
- Judy Chu (chinesisch 趙美心), amerikanischer Politiker und Educator
- Zhao Benshan (chinesisch 趙本山), Comedian/Actor/Director
- Zhao Dan (chinesisch 趙丹), chinesischer Schauspieler während des Goldenen Zeitalters des Chinesischen Films.
- Zhao Erfeng, Warlord
- Zhao Erxun, Gouverneur von Sichuan
- Zhao Hongbo (chinesisch 趙宏博), Eiskunstläufer
- Zhao Jingshen (chinesisch 趙景深), Romanautor
- Zhao Jiping (chinesisch 趙季平), Komponist
- Zhao Shuli (chinesisch 趙樹理), Romanautor
- Zhao Wei (chinesisch 趙薇, 赵薇), Schauspielerin
- Zhao Yiman (chinesisch 赵一曼), Freiheitskämpfer
- Zhao Yongsheng, Laufsportler
- Zhao Zong-Yuan, chinesisch-australischer Schach-Großmeister

- Zhao Benshan (* 1958), chinesischer Schauspieler
- Zhao Bin (* 1956), chinesischer Diplomat
- Zhao Bingjun († 1914), chinesischer Politiker
- Zhao Changhong (* 1996), chinesischer Langstreckenläufer
- Changpeng Zhao, chinesisch-kanadischer Geschäftsmann
- Zhao Chanyuan (* 1979), chinesische Zheng-Virtuosin
- Zhao Chengliang (* 1984), chinesischer Geher
- Zhao Chongguo (137 v. Chr.–52 v. Chr.), chinesischer General
- Zhao Dan (1915–1980), chinesischer Schauspieler
- Zhao Dayong (* 1970), chinesischer Regisseur
- Zhao Di (* 1993), chinesische Tennisspielerin
- Zhao Erfeng (1845–1911), chinesischer Beamter
- Zhao Ermi (1930–2016), chinesischer Herpetologe
- Zhao Fei (* 1961), chinesischer Kameramann
- Zhao Fengting, chinesische Langstreckenläuferin
- Zhao Haihong (* 1977), chinesische Schriftstellerin
- Zhao Hanyang (* 1999), chinesischer Snookerspieler
- Zhao Hong (Juristin), chinesische Juristin und Hochschullehrerin
- Zhao Hong (Volleyballspielerin) (* 1966), chinesisch-niederländische Volleyballspielerin
- Zhao Hong (Künstler) (* 1967), chinesischer Maler, Grafiker und Kalligraf
- Zhao Hongbo (* 1973), chinesischer Eiskunstläufer
- Houlin Zhao, chinesischer Ingenieur
- Zhào Jiālín (* 1957), US-amerikanische Schauspielerin, siehe Rosalind Chao
- Zhao Jianbo (* 2003), chinesischer Snookerspieler
- Zhao Jianhua (* 1965), chinesischer Badmintonspieler
- Zhao Jiawen (* 2001), chinesischer Nordischer Kombinierer
- Zhao Jie (* 2002), chinesische Hammerwerferin
- Zhao Jin (Germanistin) (* 1968), chinesische Germanistin
- Zhao Jin (Schwimmerin) (* 1988), chinesische Schwimmerin
- Zhao Jin (Prinz) (um 1150), chinesischer kaiserlicher Prinz, Sohn von Song Qinzong
- Zhao Jing (Kanzler) (736–796), chinesischer Kanzler in der Tang-Dynastie
- Zhao Jing, bürgerlicher Name von Michael Anti (Journalist) (* 1975), chinesischer Journalist und Blogger
- Zhao Jing (Musikerin) (* 1978), chinesische Violoncellistin
- Zhao Jing (Leichtathletin) (* 1988), chinesische Mittelstreckenläuferin
- Zhao Jing (Schwimmerin) (* 1990), chinesische Schwimmerin
- Zhao Jingshen (1902–1985), chinesischer Schriftsteller und Dramatiker
- Zhao Jiping (* 1945), chinesischer Komponist
- Zhao Jiuzhang (1907–1968), chinesischer Geophysiker und Meteorologe
- Zhao Jun (* 1986), chinesischer Schachgroßmeister
- Zhao Jun (Skilangläufer) (* 1967), chinesischer Skilangläufer
- Zhao Junpeng (* 1996), chinesischer Badmintonspieler
- Zhao Kezhi (* 1953), chinesischer Politiker und Gouverneur von Guizhou
- Zhao Liang (* 1971), chinesischer Fotograf und Dokumentarfilmregisseur
- Zhao Lianhai (* circa 1972), chinesischer Dissident
- Zhao Lihai (1916–2000), chinesischer Jurist, Richter am Internationalen Seegerichtshof (1996–2000)
- Zhao Lina (* 1991), chinesische Fußballtorhüterin
- Zhao Lingxi (* 2000), chinesischer Tennisspieler
- Zhao Mengfu (1254–1322), chinesischer Maler
- Zhao Nannan (* 1990), chinesische Shorttrackerin
- Zhao Peng (* 1983), chinesischer Fußballspieler
- Zhao Ping-Guo (1934–2021), chinesischer Pianist
- Zhao Puchu (1907–2000), chinesischer Generalsekretär der buddhistischen Vereinigung nach der Befreiung, Dichter, Kalligraph
- Zhao Qianqian (* 1994), chinesische Tennisspielerin
- Zhao Qinggang (* 1985), chinesischer Speerwerfer
- Zhao Ruirui (* 1981), chinesische Volleyballspielerin
- Zhao Rukuo (1170–1231), chinesischer Handelsbeamter der Zeit der Song-Dynastie
- Zhao Shasha (* 1987), chinesische Ringerin
- Zhao Shiyan (1901–1927), chinesischer Revolutionär und Gründungsmitglied der Kommunistischen Partei
- Zhao Shuai (* 1995), chinesischer Taekwondoin
- Zhao Shuli (1906–1970), taiwanesischer Schriftsteller
- Zhao Shuxia (* 1931), chinesische Autorin
- Zhao Songtao (1916–1993), chinesischer Landschaftsmaler
- Zhao Tingting (* 1982), chinesische Badmintonspielerin
- Zhao Tingyang (* 1961), chinesischer Philosoph
- Zhao Tuo (um 230–174 v. Chr.), chinesischer Gründer des Nanyue-Königreichs
- Zhao Wei (* 1976), chinesische Schauspielerin und Sängerin
- Zhao Wei (Leichtathletin) (* 1979), chinesische Leichtathletin
- Zhao Wei (Aktivistin) (* 1991), chinesische Rechtsanwaltsgehilfin
- Zhao Weichang (* 1950), chinesischer Eisschnellläufer
- Zhao Xiaoding, chinesischer Kameramann
- Zhào Xiǎolán (* 1953), US-amerikanische Politikerin, siehe Elaine Chao
- Zhao Xiaoxi (* 2000), chinesische Tennisspielerin
- Zhao Xichen (* 2003), chinesische Tennisspielerin
- Zhao Xijin (1935–2012), chinesischer Paläontologe
- Zhao Xintong (* 1997), chinesischer Snookerspieler
- Zhao Xue (* 1985), chinesische Schachspielerin
- Zhao Xuri (* 1985), chinesischer Fußballspieler
- Zhao Yan (Fußballspielerin) (* 1972), chinesische Fußballspielerin
- Zhào Yán (* 1962), chinesischer Journalist
- Zhao Yanli (* 2000), chinesische Langstreckenläuferin
- Zhao Yanxia (1928–2025), chinesische Pekingoper-Sängerin
- Zhao Yeping Tang (* 1969), US-amerikanische Badmintonspielerin chinesischer Herkunft, siehe Yeping Tang
- Zhao Yijing (* 1989), chinesische Tennisspielerin
- Zhao Yiming (* 1992), chinesischer Radrennfahrer
- Zhao Yongbo (* 1964), chinesischer Künstler
- Zhao Youfeng (* 1965), chinesische Marathonläuferin
- Zhao Yuanren (1892–1982), chinesischer Sprachwissenschaftler, siehe Chao Yuen Ren
- Zhao Yun (168–229), chinesischer General
- Zhao Yunlei (* 1986), chinesische Badmintonspielerin
- Zhao Zihao (* 1997), chinesischer Tischtennisspieler
- Zhao Ziyang (1919–2005), chinesischer Politiker
- Zhao Zong-Yuan (* 1986), australischer Schachspieler
- Zhao Zunyue (1898–1965), chinesischer Politiker und Sprachwissenschaftler

sowie von
- Augustinus Zhao Rong (1746–1815), Soldat, chinesisch-christlicher Märtyrer
- Candice Zhao (* 1992), chinesische Schauspielerin
- Carol Zhao (* 1995), kanadische Tennisspielerin
- Chloé Zhao (* 1982), chinesische Drehbuchautorin, Filmregisseurin, -editorin und -produzentin
- Ji-Cheng Zhao, Material- und Ingenieurswissenschaftler
- Käthe Zhao (1906–2005), chinesisch-deutsche Professorin und Übersetzerin
- Larissa Alexandrowna Zhao (* 1971), russische Mittelstreckenläuferin
- Mélodie Zhao (* 1994), Schweizer Pianistin und Komponistin
- Sabrina Zhao, chinesische Filmemacherin
- Thomas Zhao Fengwu (1920–2005), chinesischer katholischer Geistlicher, Bischof von Yanzhou
- Weina Zhao (* 1986), chinesisch-österreichische Filmemacherin, Autorin und Aktivistin
- Zanilia Zhao (* 1987), chinesische Schauspielerin